# Shahpour I
Shahpour I, död år 270 i Bishapur, var den andra sassanidiska storkungen av Persien. Årtalen för hans regeringstid är något oklara, men han tros ha härskat mellan 240 och 270 i vår tideräkning, som medhärskare till fadern Ardashir fram till 242.
Enligt den zoroastriska religionsencyklopediska verket Denkard hade Shapour en nyckelroll i processen där den muntliga Avesta blev nedpräntad i skrift.
Under samregeringen med fadern deltog Shahpour i erövringen av Hatra och krigade mot romarriket. Han besegrade den invaderande kejsaren Gordianus III vid Mesiche och slöt en fördelaktig fred med dennes efterträdare Filip. Senare (252-256) genomförde han en ny expedition mot romarna, då han erövrade Kaukasus och plundrade Syrien. År 260, under ett tredje krigståg, besegrade han och tillfångatog den romerska kejsaren Valerianus vid Edessa. Han återvände med stora mängder krigsbyte och fångar, även om han råkade ut för skärmytslingar med arabhövdingen Odenathus på tillbakavägen. De många krigsfångarna lät han bosätta i sitt rike, och de kom att utveckla Persiens kultur, framförallt i städerna som ökade under denna tid. Integreringen av så många utländska fångar fick honom att anta titeln "Konungarnas konung över iranier och icke-iranier". Han byggde även många zoroastriska eldtempel under sin regeringstid. Även på gamla dagar förblev han en god bågskytt, tills han dog i sjukdom år 270.